# مايكل فاغان
مايكل فاجان (من مواليد 8 أغسطس 1948) هو مواطن بريطاني اقتحم غرفة نوم الملكة إليزابيث الثانية في قصر باكنغهام عام 1982. 

## وقت مبكر من الحياة
ولد مايكل فاجان في كليركينويل ، لندن ، في 8 أغسطس 1948،  ابن آيفي ومايكل فاجان الأب.  كان والده صانعًا للصلب و"بطلًا" في كسر الأمان . كان لديه شقيقتان صغيرتان، مارجوري وإليزابيث.  في عام 1955، التحق بمدرسة كومبتون ستريت في كليركينويل (لاحقًا مدرسة سانت بيتر وسانت بول آر سي الابتدائية). في عام 1966، غادر المنزل وهو في الثامنة عشرة من عمره هربًا من والده الذي كان عنيفًا، كما يقول فاجان. بدأ العمل كرسام ومصمم ديكور . في عام 1972، تزوج من كريستين، وأنجب منها أربعة أطفال (تركته في عام الاقتحام، لكنها عادت لاحقًا).  في مرحلة ما من السبعينيات والثمانينيات، كان فاجان عضوًا في فرع شمال لندن لحزب العمال الثوري . 

## اقتحامات

### الإدخال الأول

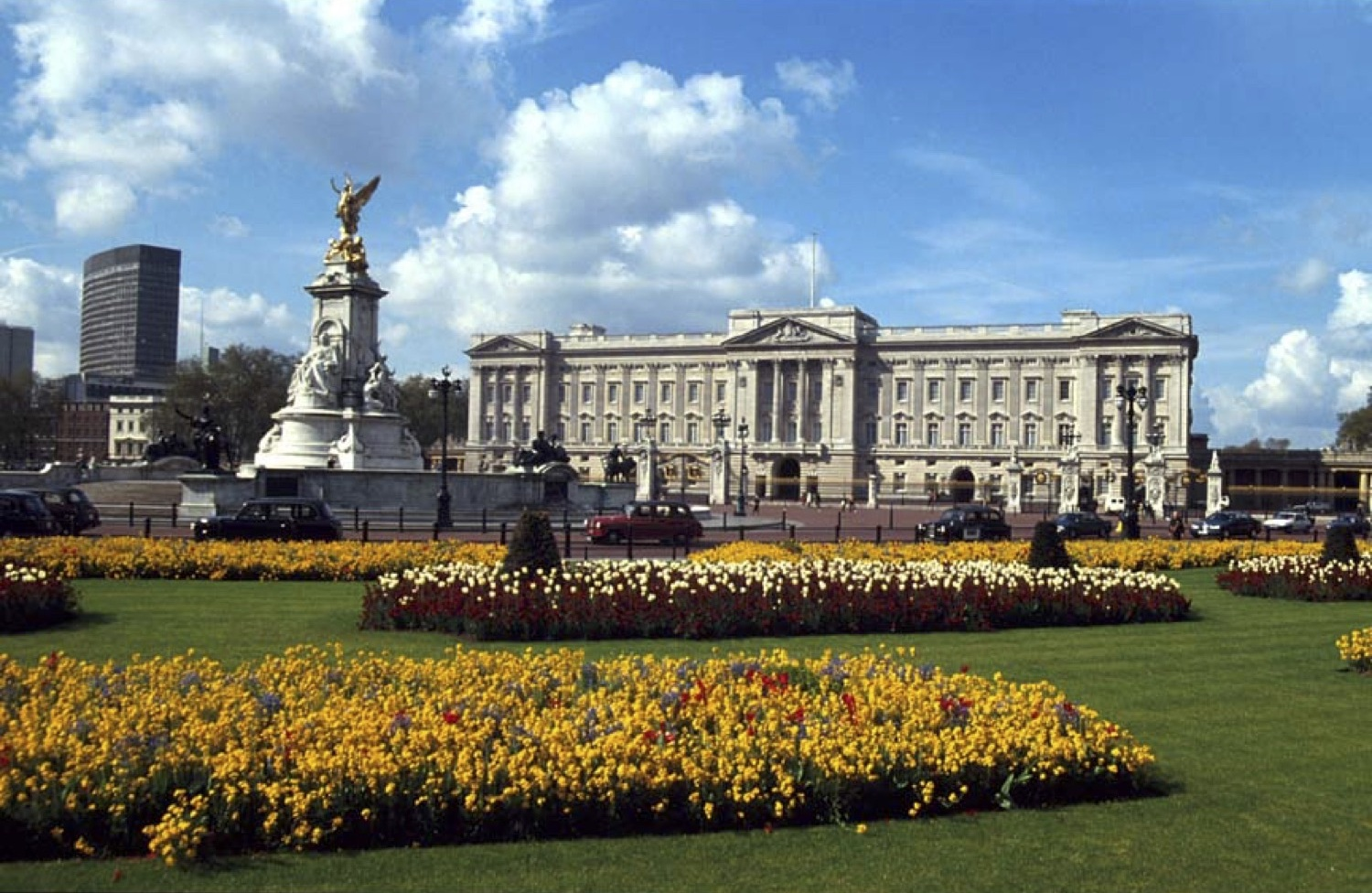
قصر باكنغهام، الصورة عام 1980

في أوائل يوليو 1982، اقتحم فاجان قصر باكنغهام .  وذكر أنه قام برفع ماسورة الصرف وأذهل خادمة المنزل التي اتصلت بالأمن. لقد اختفى قبل وصول الحراس، الذين لم يصدقوا بعد ذلك تقرير الخادمة. قال فاجان إنه دخل القصر بعد ذلك من خلال نافذة مفتوحة على السطح وتجول لمدة نصف الساعة التالية أثناء تناول الجبن والمقرمشات . تم تعطيل ثلاثة أجهزة إنذار، لكن الشرطة أطفأتها، معتقدة أنها معيبة.  شاهد الصور الملكية وجلس لبعض الوقت على العرش. وتحدث أيضًا عن دخول غرفة البريد. شرب نصف زجاجة من النبيذ الأبيض وتعب وغادر. 

### الإدخال الثاني
في حوالي الساعة 7:00 في 9 يوليو 1982، تسلق فاجان قمة قصر باكنغهام ، تعلوه مسامير دوارة وأسلاك شائكة ،  ويصعد فوقه ماسورة صرف.  اكتشف جهاز استشعار تحركاته، لكن الشرطة اعتقدت أن الإنذار كان خاطئًا وأسكته.  تجول فاجان في الممرات لعدة دقائق قبل أن يصل إلى الشقق الملكية. في غرفة الانتظار ، كسر فاجان منفضة سجائر زجاجية مما أدى إلى قطع يده. دخل غرفة نوم الملكة إليزابيث الثانية حوالي الساعة 7:15 صباحًا حاملاً قطعة من الزجاج. 
استيقظت الملكة عندما أزعج فاجان الستارة. وذكرت التقارير الأولية أنه جلس على حافة سريرها وأن بينهما محادثة طويلة؛ ومع ذلك، قال فاجان في مقابلة عام 2012 مع صحيفة ذي إندبندنت إن الملكة غادرت الغرفة على الفور لطلب الأمان.  اتصلت الملكة بلوحة مفاتيح القصر مرتين للشرطة، لكن لم يصل أي منها، لذلك استخدمت جرس الإنذار الموجود بجانب السرير. كما أشارت أيضًا إلى خادمة منزل في الممر، والتي تم إرسالها بسرعة لطلب المساعدة العاجلة.  وصل الخادم المناوب، بول ويبرو ، الذي كان يمشي كلاب الملكة، وتبعه اثنان من رجال الشرطة المناوبين في القصر، وقاموا بإزالة فاجان. ووقع الحادث عندما خرج ضابط الشرطة المسلح خارج غرفة النوم الملكية من الخدمة قبل وصول بديله. 
وانتقد تقرير لاحق للشرطة كفاءة الضباط المناوبين، فضلاً عن نظام القيادة المرتبك والمنقسم.  قدم وزير الداخلية، الذي كان المسؤول الوحيد عن الشرطة، ويليام وايتلو ، استقالته لكن رئيسة الوزراء مارغريت تاتشر رفضتها.  

## القبض عليه
نظرًا لأن تصرفات فاجان كانت، في ذلك الوقت، خطأً مدنيًا وليست جريمة جنائية ، فلم يتم اتهامه بالتعدي على غرفة نوم الملكة.  تم اتهامه بسرقة النبيذ، ولكن تم إسقاط التهم عندما تم تقديمه للتقييم النفسي . وفي أواخر يوليو، قالت والدة فاجان: "إنه يفكر كثيرًا في الملكة. أستطيع أن أتخيله يريد فقط التحدث وإلقاء التحية ومناقشة مشاكله".  أمضى الأشهر الثلاثة التالية في مستشفى للأمراض النفسية  قبل إطلاق سراحه في 21 يناير 1983. 
لم يكن الأمر كذلك حتى عام 2007، عندما أصبح قصر باكنغهام "موقعًا مخصصًا" لأغراض المادة 128 من قانون الشرطة والجريمة المنظمة الخطيرة لعام 2005 ، أصبح التعدي على القصر جريمة جنائية. 

## الحياة في وقت لاحق
بعد عامين من دخول قصر باكنغهام، هاجم فاجان شرطيًا في مقهى في فيشجارد ، ويلز ، وحُكم عليه بالسجن لمدة ثلاثة أشهر مع وقف التنفيذ.  في عام 1983، سجل فاجان نسخة غلاف لأغنية سيكس بيستلس " فليحفظ الله الملكة " وفي عام 1997، سُجن لمدة أربع سنوات بعد أن اتُهم هو وزوجته وابنهما أران البالغ من العمر 20 عامًا بالتآمر لتوريد الهيروين . 
بعد وفاة الملكة في 8 سبتمبر 2022، قال فاجان للصحفيين إنه أضاء شمعة تخليدا لذكراها في كنيسة محلية. 

## أنظر أيضا
- الصبي جونز ، دخيل متسلسل على قصر باكنغهام في القرن التاسع عشر
- العملاق الودود الضخم ، رواية أطفال صدرت عام 1982 وتتطفل فيها البطلة صوفي على غرفة نوم الملكة.